# تایسماری آگوئرو
تایسماری آگوئرو (ایتالیایی: Taismary Agüero؛ زادهٔ ۵ مارس ۱۹۷۷) بازیکن والیبال اهل کوبا متولد ایتالیا است.
آگوئرو برای هر دو تیم ملی ایتالیا کوبا بازی کرده است، او از سال ۱۹۹۳ تا ۲۰۰۱ عضو تیم ملی والیبال زنان کوبا و از سال ۲۰۰۷ تا ۲۰۱۴ عضو تیم ملی والیبال زنان ایتالیا بود. تایسماری با کوبا به دو مدال طلا المپیک ۱۹۹۶ و ۲۰۰۰ دست یافت و از ستاره‌های تیم بود. مدال طلا قهرمانی جهان ۱۹۹۸ و جام جهانی ۲۰۰۰ از دیگر دست‌آوردهای او با کوبا است. دو مدال طلا قهرمانی اروپا و یک طلا جام جهانی و یک برنز جایزه بزرگ گرند پریکس جهان افتخارات او در زمان عضویت در تیم ملی ایتالیا بوده است.